# 埃萊弗森港
埃萊弗森港（英語：Ellefsen Harbour），是南極洲的海港，位於南奧克尼群島，處於克里斯托弗森島和米切爾森島之間，在1821年由捕海豹者發現和繪入地圖，現時由南極條約體系管理。